# Огнян Радев (учител)
 Тази статия е за учителя.  За футболиста вижте Огнян Радев.  
Огнян Радев Радев е български учител и автор на учебна литература.

## Биография
Роден на 28 януари 1955 г. във Варна. Завършва специалност класическа филология на Софийския университет. Автор на редица преводи и учебни помагала, свързани със знанието за Античността. Ръководител и рецензент на редица дипломни работи. Преподавател по старогръцки език и история на античната култура в Националната гимназия за древни езици и култури „Константин-Кирил Философ“. През 1982/1983 г. под ръководството на Огнян Радев в гимназията се създава театрална трупа. Тя е проходилката за Георги Стайков, станал популярен с ролята си във филма „Вчера“ на Иван Андонов.
Бил е преподавател по история на античния театър и драма в НАТФИЗ „Кръстю Сарафов“ и Нов български университет.
На 1 ноември 2005 г. Министерството на образованието и науката награждава Огнян Радев в областта класически езици с наградата „Проф. д-р Петер Фишер-Апелт“ за постижения на учители в хуманитарната област.
На 20 ноември 2013 г. с Решение № 2-259 на Комисията за разкриване на документите и обявяване на принадлежност на български граждани към Държавна сигурност е обявен за сътрудник на VI управление на ДС, под псевдоним Камен. Регистриран на 4 юни 1985 г. и свален от отчет през 1989 г.
Умира на 60-годишна възраст на 19 юли 2015 г.